# دوائر ولاية البويرة
فيما يلي قائمة الدوائر في ولاية البويرة حسب توزيعها على البلديات مع الرمز البريدي وتعداد السكان.

## الدوائر

بلديات ولاية البويرة

| الرقم   | اسم الدائرة       | عدد البلديات | عدد السكان |
| ------- | ----------------- | ------------ | ---------- |
| 1       | دائرة عين بسام    | 3            | 135,088    |
| 2       | دائرة بشلول       | 5            | 24,947     |
| 3       | دائرة بئر غبالو   | 3            | 51,431     |
| 4       | دائرة برج أوخريص  | 4            | 83,560     |
| 5       | دائرة البويرة     | 3            | 68,466     |
| 6       | دائرة الهاشمية    | 2            | 83,935     |
| 7       | دائرة حيزر        | 2            | 66,689     |
| 8       | دائرة قادرية      | 3            | 46,831     |
| 9       | دائرة الأخضرية    | 6            | 37,756     |
| 10      | دائرة مشد الله    | 6            | 83,935     |
| 11      | دائرة سوق الخميس  | 2            | 35,742     |
| 12      | دائرة سور الغزلان | 6            | 50,945     |
| المجموع | ولاية البويرة     | 45           | 769,325    |

### مواضيع ذات صلة
- وزارة الداخلية الجزائرية
- ولاية البويرة
- بلديات ولاية البويرة
- قائمة بلديات الجزائر
- دوائر الجزائر

### وصلات خارجية
- الموقع الرسمي لوزارة الداخلية الجزائرية